# Fresin
Fresin, (Vorsen en néerlandais) est une section de la commune belge de Gingelom située en Région flamande dans la province de Limbourg. C'était une commune à part entière avant la fusion des communes de 1971.

## Démographie

### Évolution démographique
- Sources : INS, Rem. : 1831 jusqu'en 1961 = recensements[4].

## Histoire
Fresin et Montenaken abritent six tumuli classés de l'époque romaine, datant du IIe siècle après J.-C. Ils sont répartis sur trois sites : les Twee Tommen, les Drie Tommen et l’Avernassetom. D'autres vestiges archéologiques sont également localisés à proximité.
La seigneurie de Fresin appartenait notamment à Charles de Gavre dont les descendants étaient les comtes de Fresin[pas clair].